# Dorosoma chavesi
Dorosoma chavesi és una espècie de peix pertanyent a la família dels clupeids.

## Descripció
- Pot arribar a fer 18 cm de llargària màxima.
- 24-30 radis tous a l'aleta anal.
- Aleta anal moderadament llarga.[4][5]

## Hàbitat
És un peix d'aigua dolça, pelàgic i de clima tropical (14°N-11°N).

## Distribució geogràfica
Es troba a Centreamèrica: Costa Rica i Nicaragua (els llacs Managua i Nicaragua i llurs afluents).

## Observacions
És inofensiu per als humans.